# Милан Младеновић од Лужице
Милан Младеновић од Лужице (Титово Ужице, 21. новембар 1949) српски је песник и филозоф, класични филолог и преводилац, издавач и шахиста.
У разним периодима свог вишедеценијског ангажмана, Милан Младеновић је на јавној сцени био учесник и покретач друштвених и политичких процеса, али и жртва политичког прогона (провео у затвору тринаест месеци, штрајковао глађу 40 дана, судски му заплењени и уништени рукописи „Париских дневника”, итд.) који ће битно обележити цео његов животни пут. Судски је рехабилитован 2009. године.
У гимназији створио нов књижевни, уметнички и филозофски правац опсесионизам (1966—67) и развијао га током студија филозофије у Београду. Као матурант активно учествовао у студентским демонстрацијама 1968, а у време студија био лидер бунтовних студената Београдског универзитета (политички учитељ потоњем премијеру Србије Зорану Ђинђићу). Осујетио је додељивање почасног доктората Београдског универзитета Јосипу Брозу Титу због чега је више пута привођен и у дужем периоду осујећиван у објављивању песничких књига и у запошљавању на Универзитету. По изласку из затвора основао и водио издавачку кућу „Сфаирос“ (1987), обновио Народну радикалну (1989—90) и основао Конзервативну странку (1991). Двапут кандидован за председника Србије (1990. и 1997) и именован за члана Крунског политичког савета принца Александра Карађорђевића (1992). Говорио у америчком Конгресу (1990) и примљен у Стејт департменту и код председника Владе Канаде (1992).
Члан је Српског филозофског друштва (од 1975) и Удружења књижевника Србије (од 1983). Објавио око двадесет књига из области поезије, филозофије, есејистике, политике и преводилаштва. Присталица је српске аутохтонистичке школе и дугогодишњи познавалац Олге Луковић Пјановић.

## Школовање и књижевни почетак
Одрастао на Новом Београду, где се са родитељима из Јагодине доселио 1956, Милан Младеновић је рано почео са писањем и објављивањем у дечјем листу „Змај”. Већ у осмом разреду уређивао је и објављивао школски књижевни лист. После оснивања опсесионистичке литерарне и сликарске дружине, избачен из Девете београдске гимназије на крају трећег разреда (1967), због идеолошког сукоба са школским властима. Средње школовање довршио и матурирао у Првој београдској гимназији („Утицај Бергсонове филозофије на Винаверово схватање језика”, 1968, код професора Предрага Вукадиновића). Филозофију је дипломирао 1975. године у Београду („Сартрово схватање историје“). У периоду 1980-1984. живи у Паризу, годину дана као стипендиста француске владе, потом радећи уредничке послове код угледних српских политичких емиграната. После доктората трећег степена 1982. године на Сорбони, код професора Пјера Обенка („Плотинова естетика“), хапшењем у Београду (1984), суђењем и боравком у затвору осујећен у довршавању државног доктората.

## Опсесионизам
Прво језгро опсесионистичке дружине, окупљено у Деветој београдској гимназији, дејствовало је на Новом Београду кроз лист „Графички подмладак“, књижевни клуб „Фонтана“ и сликарски „Атеље 13“. Уз Младеновића, сачињавали су га Бранко Алексић, Нада Продановић, Јасмина Лукић, Слободан Жуњић, Зоран Зец, Павле Никитовић Ник, Јовица Стевановић и Тафил Мусовић. Ширењу опсесионизма као књижевно-уметничког, филозофског и политичког покрета током свих година Младеновићевих студија дало је снажан допринос приступање „гимназијском језгру“ неколицине истакнутих припадника књижевне генерације на Београдском универзитету (Драгиња Урошевић, Милан Лалић, Александар Голдман, Душко Новаковић, Јанко Вујиновић, Братислав Милановић, Велимир Ћургус Казимир и други). Он сам излагао је филозофију опсесионизма у серији предавања у Студентском културном центру (1972) под називом „Козмопланктос“ („Онај који лута свемиром“) и у програмским текстовима у београдским листовима „Студент“, „Књижевна реч”, „Знак“ и у сарајевским „Нашим данима“, док су кључне песме и циклуси опсесионизма излазили и у „Књижевним новинама“, „Књижевности”, „Видицима”, „Песничким новинама”, новосадским „Пољима” и у другим листовима и часописима.

## Професура у Сремским Карловцима
У Сремским Карловцима у којима је 1977—78. године предавао филозофију, Младеновић је доживео своје „национално буђење“ које се у његовом „Опсенаријуму” одвија кроз „самоукидање опсесионизма“. Оно се у једнакој мери испољило и на педагошком, и на песничко-филозофском, и на плану друштвеног и политичког деловања.
Са својим ђацима и професором књижевности Иванком Станковић основао је књижевни часопис „Бранко“.
У Карловцима је са колегама и пријатељима основао и илегалну „Странку правога слова“ (1978).

## Политички процес и затвор
Због антикомунистичких текстова које је под псеудонимима писао у париском емигрантском часопису „Савременик“ („Комунисти се срде на Бога”, „Мефистофеловски загрљај Запада“, „Следећи рат Драже Михаиловића“, итд.), Милан Младеновић је био осуђен на четрнаест, а одлежао тринаест месеци затвора, од 5. октобра 1984. до 5. новембра 1985. Хапшење Младеновића и злостављање многобројних његових пријатеља и сарадника осујетило је објављивање часописа „Словест“ који је покренуо са Харитом Балабановић Вибранц и мноштвом истакнутих српских и француских стваралаца и интелектуалаца у Паризу, као и његово именовање за главног уредника часописа Удружења књижевника Србије на страним језицима. А угушиће и уметнички покрет „гренголизам“ који је са румунским композитором Јулиусом Брудаском и грчким математичарем и песником Лазаросом Тошунидисом — „Балканска тројка“ — најпре заподенуо у немачком Штауфену, а потом проширио по париским песничким и уметничким круговима (1979—84, Штауфен — Париз).
Захтев за његово ослобађање и коректно суђење упутили су, између осталих, француски и белгијски председник, колегијум Сорбоне, Српска академија наука и уметности и многобројна велика имена светске књижевне, филозофске и уметничке сцене.
Током суђења је штрајковао глађу 40 дана и за то време написао одбрану под називом Завршна реч – Увод у доба словесности коју је критика упоредила са Платоновом Одбраном Сократовом и Ничеовим Заратустром и сврстала међу „најлепше и најузбудљивије странице филозофске литературе икада написане“ (проф. др Милан Петровић Церски у предговору за треће издање). По изласку из затвора, Младеновић је основао издавачку кућу „Сфаирос“ (1987, Земун).

## Душе градова и Књига о Празном
”Душа градова”, са илустрацијама песниковог кума Милића од Мачве, објављено је 1988. ”Постављајући себи антички задатак (путујем, значи живим, учим), Младеновић је сачинио чудесну духовну мапу света у чијем су крвотоку жиле куцавице - градови...”, забележио је критичар Михаило Блечић. Промоција књиге и једновечерња изложба Милићевих илустрација била је одржана у кући Ђуре Јакшића у Скадарлији.
Уследила је (1990) ”Књига о Празном”, песничко остварење невеликог обима али великог значаја за укупну песникову судбину - њено одбијање на конкурсу Књижевне омладине Србије за прву књигу 15 година раније навело га је да спроведе у дело опсесионистички наук, ”укине” свој ”први” и упусти се у ”други живот”, обележен безавичајним ”лутајућим путовањем”. Објављена истовремено са првим издањем ”Завршне речи”, промоција ”Књиге о Празном” у сали Коларчеве задужбине остала је у сенци Младеновићеве ”радикалске” кампање за председника Србије, али су остале речи које је изговорио песник Миодраг Павловић: „Милан Младеновић од Лужице је прави Тајанственик (мистик) словенскога кова: оно најређе што се налази. (...) Младеновић то остварује корак по корак, и тај његов песнички корак, чини нам се, ходи унедоглед“.

## Политичко деловање
У политичким иступањима у преломним годинама рушења светског комунизма и распада Југославије, Младеновић је доследно заступао програм реституције Монархије, односно обнову Краљевине Србије, и рехабилитацију Равногорског покрета и генерала Драже Михаиловића, сударајући се са режимом Слободана Милошевића. У два своја говора на Скупштинама Удружења књижевника Србије (3. марта и 21. децембра 1989) шокирао је јавност саопштењима која су у потпуности одударала од опште акламативне подршке Милошевићу. Постоји доста сведочанстава о политичком и личном прогону који је уследио.

## Уметнички рад
И поред велике књижевне активности и непрекидног присуства у периодици и на јавној књижевној сцени, прву песничку збирку („Песме Ивице Понора“, Београд, „Запис“) објавио је тек 1979. године. И пре и после њеног објављивања Младеновић је много путовао. Забелешке са тих путовања прерашће убрзо у „Душе градова“.
Две године касније појавио се у Сремским Карловцима” избор из поезије ”Морам да видим острва”, чија је промоција у Скадарлији, заједно са другим издањем ”Завршне речи” и ”Европијом”, овога пута под ведрим небом, још једном закрчила простор око Ђурине куће.
После ”Земаљског шара” (Бања Лука, 1998), чијег је писца у свом предговору под називом ”Маг језичког бескраја” уредник Предраг Бјелошевић сместио на сам врх песничког Олимпа, на следећу збирку ”Ресник - Стихомахова поетика” чекало се целу деценију. Како је део јавности дочекао њено појављивање осведочава наслов ”Чудесна књига” који је своме приказу у ”Књижевним новинама” дао филозоф и песник Лука Прошић, као и његов закључак: ”И српска поезија је добила збирку коју не поседује ни једна друга”

## Судска рехабилитација
У јануару 2009. године добио је судску рехабилитацију којом се као политички мотивисане проглашавају ништавним обе пресуде из 1985. године. Документи са тих суђења, пропраћени инструктивним тумачењем филозофа Растка Јованова, појављују се 2011. у београдском часопису „HERETICUS“ (уредник проф. др Јовица Тркуља), предочивши јавности први пут после више од четврт века праве разлоге песниковог страдања.

## Галерија књига
- Са братом др Ненадом Младеновићем, математичарем
- Са историчарем и теологом др Милорадом Лазићем, Земун 1997.
- Са песником из Бање Луке Ранком Рисојевићем, на Сајму књига у Београду 2001.
- Именовање у Крунски политички савет